# Армянская геральдика
Армянская геральдика (арм. Հայկական զինանշանագիտություն) — геральдическая система, сложившаяся в Армении, а также отрасль науки, занимающаяся изучением армянских гербов, традиций и практики их использования.

## История
На протяжении долгой истории Армении геральдическая символика страны имела разные формы и значения. При хронологическом подходе к их рассмотрению, включая всё Армянское нагорье, следует отметить археологические находки позднебронзовой эпохи — штандарты-навершия (Лчашен, Лорийская крепость, XIV—XI века до н. э.), видимо, выполнявшие функции знаков власти древнеармянских племенных вождей. Указанные навершия стилистически близки к несколько более ранним или единовременным лурестанским (VII—VI века до н. э.) навершиям, а также к более поздним скифским.

### Период Ванского царства

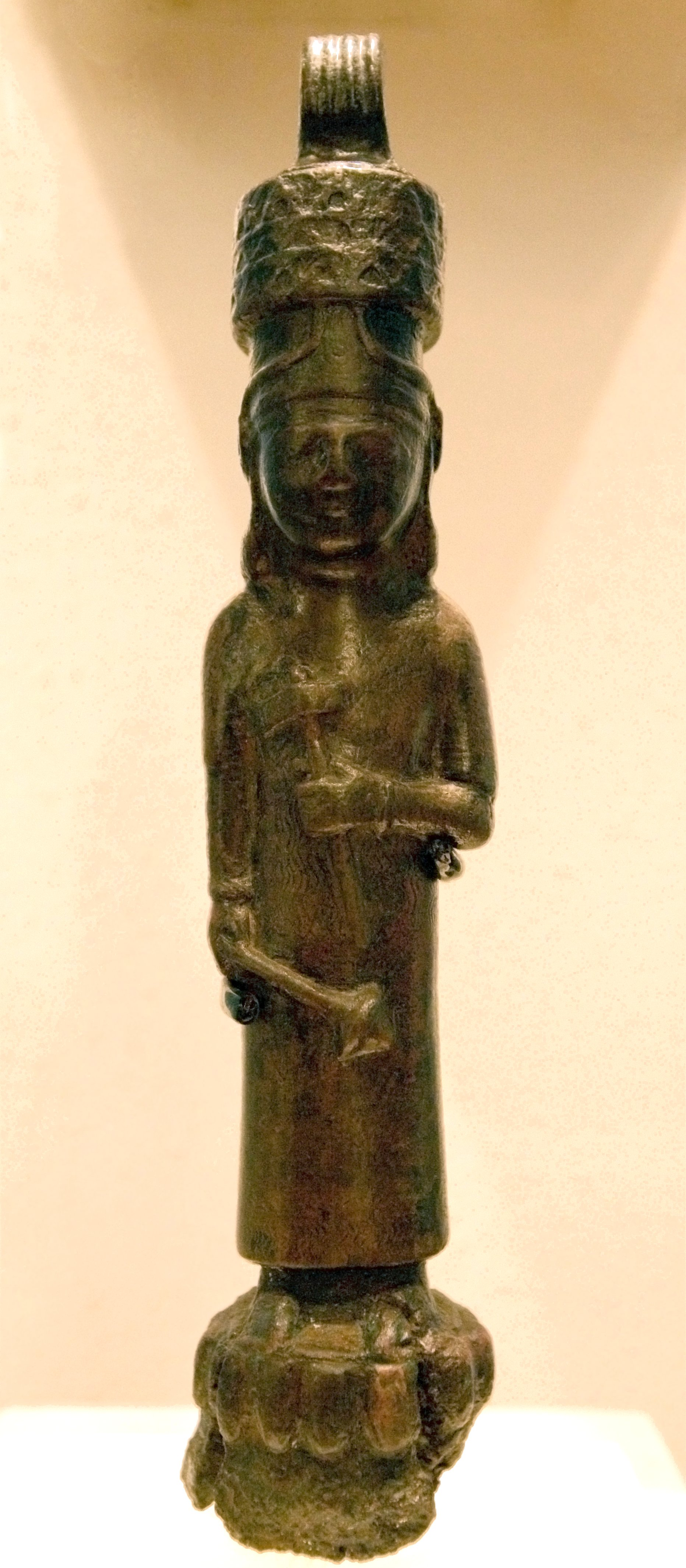
Статуэтка бога Тейшеба: навершие воинского знамени. VII век до н. э.

О наличии государственной символики, имеющей определённое религиозное значение и объединяющей разноплеменное население, можно говорить, начиная с эпохи Ванского царства. Этот вывод также основывается на результатах археологических раскопок, в частности, на мнении Бориса Пиотровского о функции статуэтки бога Тейшебы, найденной в Кармир-Блуре как военного знака гарнизона города или «полка Тейшебы». В силу недостаточности научно обоснованных фактов, выводы о символах урартской государственности пока нельзя считать окончательными.

### Античный период

Два орла по обеим сторонам 8-конечной звезды − символ Арташесидов

Характер источников для реконструкции знаков царских династий и княжеских родов Армении в античную и средневековую эпохи несколько меняется. Первый знак, о котором установилось относительно твёрдое мнение исследователей как о родовом знаке династии Арташесидов (II век до н. э. — I век н. э.) — символ двух орлов по обеим сторонам 8-конечной звезды. Эта симметричная композиция в центре тиары Арташесидов многократно повторяется на большинстве серебряных монет от Тиграна II Великого до Артавазда II.
Таким образом, нумизматические данные позволяют реконструировать определённый знак, передававшийся из поколения в поколение в течение последнего столетия правления Арташесидов. Одним из главных оснований для такой реконструкции послужило сообщение Мовсеса Хоренаци о том, что Арцруниды «носили перед царём орлов». Наиболее вероятное объяснение геральдическому применению этого знака вытекает из содержания арамейских надписей на межевых камнях Арташеса — основателя династии, объявившего себя Ервандидом, и следовательно, потомком Ахеменидов, государственным символом которых был орёл. Возможно, этот «престижный» знак имел определённую связь с внешнеполитической борьбой Тиграна II Великого за селевкидское наследство.
По некоторым сообщениям Тацита, армяне в I веке н. э. имели «отличительные знаки», с которыми они шли в сражения против римлян в период Десятилетней войны, предшествовавшей утверждению в Армении в 66 году н. э. боковой ветви парфянских Аршакидов. О гербе самих Аршакидов известно немного. Согласно приведённому выше сообщению Мовсеса Хоренаци, княжеский род Арцрунидов получил своё имя за то, что его представители носили «орлов» (арцвик арм. արծվիկ) — впереди аршакидского царя Вагаршака. На этом основании в армянской историографии XIX века, которая ещё не разделяла две династии — Аршакидов и Арташесидов, был сделан вывод, что в Армении I—IV веков знаком государственности служило изображение двух орлов по обеим сторонам звезды, или, другими словами, был сохранён символ предшествовавшей династии.

### Раннее Средневековье
С приобретением письменности информация о некоторых аспектах системы родовых и индивидуальных знаков отличия у армян в начале V века возрастает. В раннесредневековый период развитие геральдических символов обуславливается двумя важными аспектами: принятием христианства и отсутствием собственной государственности, начиная с 428 года. В этот же период, под воздействием сасанидских и позднеримских правовых отношений, прежние монолитные нахарарские роды начинают делиться на главные и боковые ветви, чему немало способствует также разделённость страны между двумя империями. Историки этого периода сообщают о наличии родовых знаков на военных знаменах, шлемах, шатрах отдельных князей. Так, родовой знак наиболее преданного армянским Аршакидам рода Мамиконянов, представители которого назначались главнокомандующими войска, имел знак орла. Есть сообщения о получении отдельными представителями рода Арцруни, Сюни, Багратуни, Арраншахик личных знаков отличия от сасанидских и византийских сюзеренов. По сообщению Себеоса, армянская 20-тысячная конница в составе сасанидской армии в конце VI века состояла почти из 20 родовых контингентов разной численности, «каждый под своим знаменем». С принятием христианства символ новой религии начинает приобретать широкое значение и применение, в том числе и геральдическое. Видимо, этот символ прочно укоренился как на уровне местных общин, так и в среде знати.
Автор «Истории страны Агванк» (X век) сообщает о принятии христианства одним из полководцев хазарской армии, вступившей в восточные армянские земли: отбросив звероподобные знамёна, он «знамёна свои украсил крестом». В период арабского завоевания Армении, по сообщению средневекового авторов, арабы, среди прочего, запрещали армянам носить крестные знамёна. В этот и последующие периоды знак креста, видимо, вновь возобладал в армянских христианских общинах, что подтверждается находками металлических наверший в форме креста в Ани, а также в средневековых крепостях Амберд и Гарни в археологических слоях X-XI веков.
Историки этого же периода указывают на последовательное применение крестных знамён и наверший вторым и третьим представителями главной ветви царского рода Багратидов — Смбата I (886—911 гг.) и Ашота II (911—929 гг.). Кресты или крестные знамёна ими датируются как полководческое отличие (Смбатом I Гагику Арцруни), выносятся впереди войска, фигурируют в процессии похорон царя (Ашота II). По-видимому, в этот период мы имеем дело с усилением византийского влияния и с некоторым отступлением от более ранней феодальной символики с использованием зооморфных образов.
В тот же период Товма Арцруни, описывающий восстание армян 850-852 годов против арабского владычества, упоминает феодальные фамилии Васпуракана, из которых 16 были представителями боковых ветвей Арцрунидов, имеющих каждый свой отряд и знамя. Более поздний хронограф Матфей Эдесский упоминает о собственном знамени васпураканского князя Хачика Арцруни и каждого из его сыновей. Описания этих знамён не сохранились, но скорее всего, несмотря на длительный период иконоборчества и арабского владычества, феодальное военное сословие продолжало пользоваться зооморфными образами на полотнищах.
В историографии средневековой Армении знак или герб династии Багратидов достаточно изучен и известен в нескольких вариантах реконструкций. Это многообразие можно объяснить как перипетиями истории IX-XI веков, так и отношениями внутри самой династии, её вассальных княжеств и царств и постоянным политическим и культурным влияние Византии. По мнению Николая Марра и Иосифа Орбели и других участников Анийской экспедиции, родовым гербом главной ветви Багратидов всё-таки нужно считать изображение ступающего направо льва или леопарда, высеченное на главных воротах Ани — столицы их государства.
Иосиф Орбели считал, что они были построены богатыми жителями, в ряде случаев отдельными ремесленными или земледельческими кварталами города по принципу литургии (то есть в складчину).
Участники же итальянской экспедиции в Ани 1975 года увидели геральдическую символику в крестах разных форм и цветов, выложенных камнем во внешней кладке башен.

### Высокое Средневековье

Герб Рубенидов с изображением льва

Герб Киликийского армянского царства известен на всем протяжении его истории, от возникновения и дальнейшего развития графических вариантов, сопоставимых с классической западноевропейской геральдикой её раннего периода, что объясняется постоянными контактами между Киликией и государствами крестоносцев. Независимость Армянского царства была «ознаменована» дарением знамени с изображением льва киликийскому государю Левону II Рубиняну императором Священной Римское империи. Сам же Левон II в 1204 году отчеканил серебряные монеты с двумя вертикально стоящими львами по обе стороны от оси, изображающей крест на посохе.

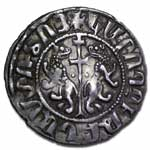
Монета Киликийской Армении с изображением льва. XIII—XIV вв.

Именно этот символ в разных вариантах герба монархов Киликийского царства просуществовал более 250 лет. Последний вариант — герб, изображённый на надгробной плите эмигрировавшего во Францию и захороненного в 1393 году в Сен-Дени представителя армяно-французской династии Лузиньянов — Левона VI (1374-1375). Влияние геральдики крестоносцев продолжалось в геральдической символике населённых армянами областей Киликии и Малой Армении до XV — начала XVI века, о чём свидетельствуют некоторые цветные карты и портоланы указанного периода.
В самой Армении и за её пределами геральдическая символика продолжает сопровождать позднефеодальные сословия и профессиональные организации армян в условиях иноземного владычества. Историки XIII-XIV веков сообщают о передаче знамени от отца к сыну, об организации конных отрядов под собственными знамёнами в составе армяно-грузинских войск под командованием представителей рода Закарянов-Мхаргрдзели (Долгоруких). С конца XVIII века предпринимаются последовательные попытки реконструкции знаков молодой военной аристократии Восточной Армении этого периода на основании зооморфных изображений на стенах построенных ими церквей, крепостей и мостов, однако этот метод атрибуции ещё недостаточно обоснован. Тем не менее благодаря работам Каро Кафадаряна, Рафаэля Матевосяна и других армянских исследователей предложены варианты гербов целого рода княжеских фамилий XIII—XIV веков: Закарянов, Орбелянов, Хахбакян-Прошянов, Вачутянов.

### Позднее Средневековье
Период позднего Средневековья отмечен крайней ограниченностью проявлений этноконфессиональной и социальной автономности групп армянского населения на территории Армянского нагорья, завоёванного тюркскими племенами, пришедшими из Средней Азии. К тому же нашествие завоевателей серьёзно изменило этнодемографическую ситуацию в стране. Образовались крупные армянские колонии за пределами исторической Армении: в Крыму, Польше, Болгарии, Иране и Индии, России и в некоторых западноевропейских странах. Однако и в этих условиях продолжает фигурировать система геральдических знаков, сохраняющая иконографические традиции прежних веков, приспособленная к местным системам социальных знаков. Дошедшее до наших дней крестное знамя 1483 года с изображениями Иисуса Христа и Святой Троицы, принадлежащее Святому Эчмиадзинскому Престолу, оформлено по подобию византийских лабарумов.
Можно предположить широкое применение предметов христианской символики этого типа на уровне местных общин на основании дарственных лапидарных надписей с упоминанием хачваров − крестных знамён, а также на основании довольно пространного описания применения этих предметов в «Книге вопросов» Григора Татеваци (XIV век).
Начало XVIII века открывает новую веху в развитии геральдической символики армянского народа. Под воздействием продвижения России на юг усиливается народно-освободительное движение в Армении, проявившееся в организованном сопротивлении армянских княжеств Арцаха и Сюника турецкой армии в 1722-1729 годах. По сообщению русского посла в Стамбуле, на турецком параде, посвящённом победе османской армии над Персией в 1730 году, среди знамён побеждённых были представлены два знамени с изображениями орла и креста, конфискованные у армянских повстанцев. В «Истории войны Давид-Бека» многократно упоминаются армянские отряды со своими знаками и знамёнами, описания которых, к сожалению, отсутствуют. Дальнейшее развитие народно-освободительных идей сопровождалось выдвижением разных проектов освобождения Армении, в которых иногда отмечались даже подробности будущей государственной символики. В проекте, представленном Екатерине II архиепископом Иосифом Аргутинским в 1782 году, впервые упоминается ряд армянских исторических символов, среди которых основная роль отводится горе Арарат с изображением Ноева Ковчега. Именно этот символ с начала XIX века фигурирует во вновь создающихся гербах Грузино-Имеретинскойгубернии, Армянской области, а позже и городов кавказских губерний, постоянно занимая правый верхний угол соответствующих геральдических щитов.
В составе Российской империи также происходил процесс признания дворянства отдельных армянских фамилий и утверждения их гербов. Подробности этого довольно длительного процесса пока не изучены. Относительно больше всего сведений имеется о знаменах армянских церковных организаций ремесленников Тифлиса, Ахалциха, Александрополя, Еревана, Ахалкалаки и других городов. На знаменах ремесленных корпораций серебром и золотом вышивались названия, образы покровительствующих святых. Другая группа знамён XIX века — знамёна армянских добровольческих военных формирований, набираемых российским военным командованием в войнах против Персии и Турции.

### Современный период
Современная государственная символика Республики Армения появилась в период окончания Первой мировой войны. Трёхцветное знамя − Ерагуйн, состоящее из равных красно-сине-оранжевых полос, впервые было выставлено по случаю официального приёма в Ереване в августе 1918 года. Законодательно знамя и герб Первой Республики Армения были приняты на заседании Национального Собрания 9 августа 1919 года. Герб, историческое обоснование к которому было подготовлено крупным армянским учёным Степаном Малхасянцем, имел сложную конструкцию, основной идее которой было воссоздание армянской государственности. Четыре деления щита представляли династические знаки Арташесидов, Аршакидов, Багратидов и Рубенидов, расположенные вокруг «сердца» — малого щита с изображением горы Арарат с Ноевым ковчегов (авторы: известный армянский архитектор Александр Таманян и художник Акоп Коджоян.
С приобретением независимости Армении в 1991 году этот же герб, несколько стилизованный уже и уже приобретший сан исторического герба, был восстановлен и принят Конституцией Республики Армения 1995 года.

Государственные символы Армении
Ерагуйн − флаг Республики Армения
Герб Республики Армения